# Алёшин, Борис Сергеевич
Бори́с Серге́евич Алёшин (род. 3 марта 1955, Москва) — советский и российский учёный, академик РАН, российский государственный деятель.

## Биография
Окончил Московский физико-технический институт (МФТИ) по специальности «Системы автоматического управления» в 1978 году, аспирантуру МФТИ в 1982 году.
Начал трудовую и научную деятельность в Государственном научно-исследовательском институте авиационных систем (ГосНИИАС) в 1978 году в должности инженера. Принял участие в создании математических методов моделирования бортовых вычислительных систем для самолётов МиГ-29 и Су-27.
- 1978—1979 — инженер ГосНИИ АС.
- 1979—1982 — аспирант МФТИ.
- 1982—1990 — продолжение работы в (МФТИ) в должностях от ведущего инженера до начальника отделения института.
- 1984—1989 — глава Центра микроэлектроники авиационной промышленности на базе ГосНИИ АС.
- 1990—2000 — коммерческий директор и заместитель начальника ГосНИИ АС.
- 2000—2001 — заместитель Министра промышленности, науки и технологий России.
- 2001—2003 — председатель Государственного комитета России по стандартизации и метрологии.
- 2003—2004 — заместитель председателя Правительства России по вопросам промышленной политики.
- 12 марта 2004 года — назначен руководителем Федерального агентства по промышленности, подведомственного Министерству промышленности и энергетики РФ.
- 22 декабря 2005 — избран в состав совета директоров ОАО «АвтоВАЗ».
- С сентября 2007 по август 2009 — президент ОАО «АвтоВАЗ».
- 2009—2015 — генеральный директор ФГУП «ЦАГИ».
- С мая 2015 года — назначен советником генерального директора ПАО «ОАК» по науке и технологиям.
- Заведующий кафедрой № 305 «Пилотажно-навигационные и информационно-измерительные комплексы» НИУ МАИ[2].
- Председатель Совета директоров АО «Рампорт аэро».

Доктор технических наук, академик РАН (2016) по Отделению энергетики, машиностроения, механики и процессов управления, автор 200 научных трудов.
В период 2011—2012 годы был президентом Международной организации по стандартизации.
В период руководства ОАО «АвтоВАЗ» Алёшин первым заявил о возможности продажи блокпакета акций общества стратегическому инвестору, участвовал в переговорах о партнёрстве с канадской компанией «Magna». При его участии в феврале 2008 года 25 % акций «АвтоВАЗ» были проданы альянсу «Renault-Nissan» с последующей реструктуризацией активов. В 2009 году социальные объекты здравоохранения, дворцы культуры и спорта «АвтоВАЗ» были переданы на баланс муниципалитета городской администрации Тольятти и ФМБА. Общежития предприятия были приватизированы. Энергоресурсные компании завода ОАО «Тевис» и ОАО «Электросеть» перешли под контроль дочерних компаний госкорпорации Ростех.

### Общественная деятельность
С 2007 года член бюро центрального совета, заместитель председателя Общероссийской общественной организации «Союз машиностроителей России».
В период 2009—2013 годы возглавлял Союз гандболистов России.
С 2017 года член Общественной палаты России.
С 2022 года член попечительского совета Горбачев-фонда.

### Семья
Отец — Сергей Дмитриевич Алёшин (7.10.1930 — 24.7.2020) — заместитель министра торговли СССР (1975—1991).
Женат, имеет сына.

## Санкции
23 июня 2023 года, из-за вторжения России на Украину, Алёшин включён в санкционный список всех стран Евросоюза, так как он «несёт ответственность за поддержку Правительства России, которое несёт ответственность за аннексию Крыма и дестабилизацию Украины». Евросоюз отмечает что Борис Алёшин участвует в управлении несколькими российскими компаниями, производящими военную продукцию, которая «используется российскими военными в агрессивной войне против Украины». Ранее Алёшин был внесён ФБК в список коррупционеров и разжигателей войны, с предложением введения против него международных санкций. Также находится в санкционных списках Украины и Швейцарии по аналогичным основаниям.
В ноябре 2023 года, по инициативе МИД Финляндии, судебные приставы в Финляндии конфисковали объекты недвижимости Бориса Алёшина — два участка с постройками в общине Киркконумми на юге страны, стоимостью более 2,5 млн евро.

## Награды и звания

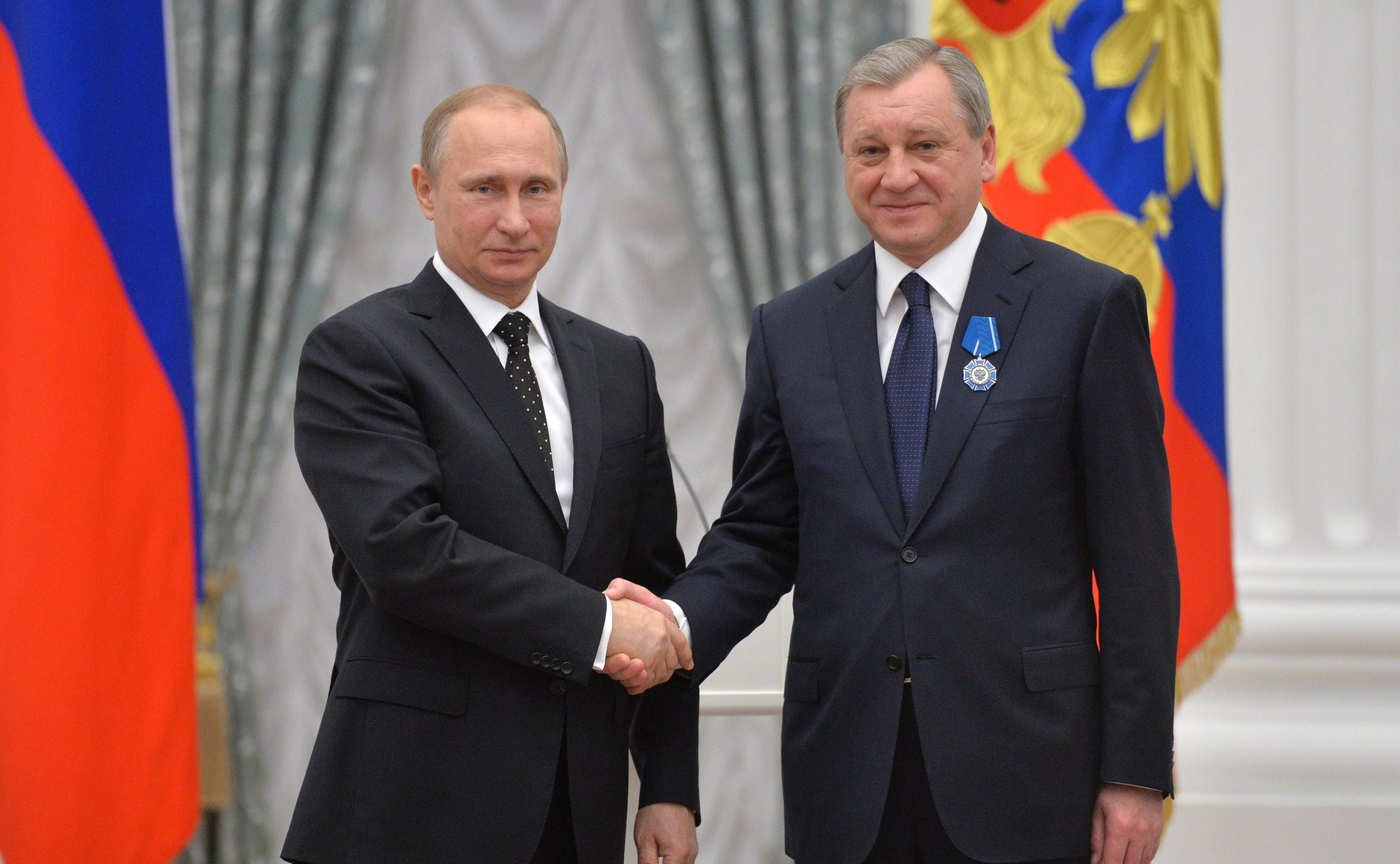
Награждение орденом Почёта в Кремле

- Орден «За заслуги перед Отечеством» IV степени (27 февраля 2020 года) — за выдающиеся заслуги в развитии авиационной промышленности и многолетнюю плодотворную деятельность[13]
- Орден Почёта (23 марта 2015 года) — за достигнутые трудовые успехи, многолетнюю добросовестную работу и активную общественную деятельность[14]
- медаль «В память 850-летия Москвы».
- Лауреат государственной премии РФ в области науки и техники (2003)[15]
- Награждён Почётной грамотой Правительства РФ.

## Основные работы

### Монографии
- Оптические приборы наблюдения, обработки и распознавания объектов в сложных условиях / Б. С. Алёшин [и др.]. — М.: Изд-во ГосНИИАС, 1999. — 139 с. — ISBN 5-98771-001-4
- Оптическое распознавание изображений / Б. С. Алёшин [и др.]. — [М.] : Изд-во ГосНИИАС, 2000. — 279 с. — ISBN 5-98771-002-2.
- Методы и устройства воспроизведения объёмных изображений / Б. С. Алёшин [и др.]. — [Б. м.]: [Б. и.], 2001. — 150 с. — ISBN 5-98771-003-0.
- Когерентная оптика и голография / Б. С. Алёшин [и др.]. — М. : Изд-во ГосНИИАС, 2002. — 175 с. — ISBN 5-98771-004-9.
- Ориентация и навигация подвижных объектов: современные информационные технологии / Б. С. Алёшин и др. ; под общ. ред. Б. С. Алёшина, К. К. Веремеенко, А. И. Черноморского. — М.: «Физматлит», 2006. — 422 с. — ISBN 5-9221-0735-6.
- Активные системы управления самолётов / Б. С. Алёшин, Ю. Г. Живов, В. М. Кувшинов, А. С. Устинов. — М.: «Наука», 2016. — 216 с. — ISBN 978-5-02-039960-0.

### Учебные пособия
- Основы техники воспроизведения объёмных изображений : Учеб. пособие / Б. С. Алёшин. — М. : Изд-во МАИ, 2003. — 92 с. — ISBN 5-7035-1311-1.
- Проектирование бесплатформенных инерциальных навигационных систем. Учеб. пособие / Б. С. Алёшин [и др.]; под ред. Б. С. Алёшина. — М.: «МАИ-принт», 2009. — 395 с. — ISBN 978-5-7035-2162-5.